# Шумахер, Иван Данилович
Иван Дани́лович (Иоганн Даниэль) Шума́хер (нем. Johann Daniel Schumacher; 5 февраля 1690 года, Кольмар, — 14 июня 1761 года, Санкт-Петербург) — деятель русской науки эльзасского происхождения, секретарь медицинской канцелярии, директор Петербургской библиотеки Академии наук.

## Биография
Родился в городе Кольмар, во французском Эльзасе, учился в Страсбургском университете. В Париже познакомился с Пьером Лефортом, племянником Франца Лефорта, который позвал его с собой в Россию. В России Пётр I принял Шумахера на службу в должность библиотекаря.
В 1714 году приглашён в Санкт-Петербург и назначен секретарём медицинской канцелярии и библиотекарем Петербургской библиотеки. В 1721 году был отправлен Петром I во Францию, Голландию и Англию с поручением о приглашении в Россию разных учёных.
В 1724 году первый президент петербургской Академии наук, Лаврентий Блюментрост назначил Шумахера секретарём академии и поручил ему библиотеку и Кунсткамеру. Затем Шумахеру было поручено устройство типографии и прочих учреждений по части художеств и ремесел. Начиная с 1732 года преследованию Шумахера подвергся и Г. Ф. Миллер, вынужденный отправиться в путешествие в Сибирь.
Второй президент Академии наук, барон Иоганн Альбрехт Корф, несмотря на заявление академика Делиля «о вреде господства канцелярии над академиею», сделал Шумахера своим советником и поручил ему хранение казны академии.
В 1742 году после расследования жалобы А. К. Нартова, Шумахер за растрату средств был отстранён от должности и посажен 7 октября под домашний арест, но потом был оправдан комиссией князя Б. Г. Юсупова и восстановлен в должности. Шумахер был признан виновным лишь в растрате казённого спирта на сумму 109 рублей 38 копеек. В результате, наказаны были те, кто написал жалобу. По некоторым предположениям, инициатором жалобы был адъюнкт Ломоносов.
При Шумахере в период 1742—1747 годов был напечатан первый подробный каталог книг академической библиотеки, подробно описанный С. А. Соболевским в «Литературе русской библиографии» Г. Геннади (СПб., 1858).
Был женат на Анне Доротее фон Фельтен, дочери повара Петра I, Фельтена. Императрица Елизавета пожаловала ему 4 октября 1759 года поместье Унипиха. Его вдова владела поместьем до 1768 года. Его дочь, Элеонора Доротея, была замужем дважды; первым браком, с 1750 года, — за Иоганном Таубертом и, после его смерти, вторым браком — за Петром Ступишиным (1718—1782). Другая дочь, Анна Доротея (1730—1801), также была замужем дважды; первым браком — за Иоганном VII Бурхардтом Белавари, вторым браком — за Иоганном Амманом.